# Station Nowy Łupków
Station Nowy Łupków is een spoorwegstation in de Poolse plaats Nowy Łupków.